# My Shot
My Shot (en español: Mi tiro) es la tercera canción del Acto 1 del musical Hamilton, basada en la vida de Alexander Hamilton, que se estrenó el  Broadway en 2015. Lin-Manuel Miranda escribió tanto la música como la letra de la canción.

## Sinopsis
En 1776, habiendo emigrado de la isla de Nevis a Ciudad de Nueva York, Alexander Hamilton de 19 años cautiva a varios otros jóvenes revolucionarios con sus habilidades verbales, hablando de su esperanzas para el futuro, su desilusión con los británicos y su deseo de ser recordado, aunque eso signifique morir.
Los otros revolucionarios, que también rapean sobre sus propias esperanzas y reservas sobre el futuro, son:
- Marqués de Lafayette, un francés que no quiere vivir bajo el gobierno de un monarca. Él menciona sus habilidades de lucha y la posibilidad de una Revolución francesa, después de que Alexander insinúe la inminente Revolución Americana .
- Hercules Mulligan, aprendiz de sastre que quiere avanzar socialmente uniéndose a la revolución.
- John Laurens, un abolicionista que no estará satisfecho hasta que todos los hombres tengan los mismos derechos. Sueña con entrar en batalla con el primer regimiento totalmente negro de Estados Unidos.
- Aaron Burr, quien les recuerda a todos los hombres que se mantengan callados porque los lealistas pueden estar entre ellos.

A pesar de las advertencias de Burr, los hombres continúan rapeando sobre la rebelión y alentando a otros estadounidenses a levantarse con ellos contra los británicos, mientras Burr permanece en silencio. La melodía se repite durante las canciones del musical, mientras que algunos de los temas y letras se revisan en The World Was Wide Enough. El número contiene interpolaciones de letras de las canciones de rap “Shook Ones” de Mobb Deep y "Going Back to Cali" de The Notorious BIG. También contiene una letra de "You've Got to Be Carefully Taught", del musical South Pacific de Rodgers and Hammerstein. Estas fuentes están acreditadas en los créditos de la versión filmada de 2020 de Hamilton .

## Análisis
Vibe describió el respaldo como "una reminiscencia de los años 90".Los Angeles Times  dijo que la canción tenía "combustion de Eminem". Vulture  dijo que la canción recuerda a "Lose Yourself" de Eminem. TapInto señala que la canción se vuelve irónica al final del musical porque Hamilton, de hecho, tira su tiro en el duelo fatal con Aaron Burr. 

## Recepción crítica
TapInto la consideró una "canción feroz". The Huffington Post sugirió que la canción sería un buen número de apertura para el musical.

## Cultura popular
La canción fue una de las muchas interpretadas en la Casa Blanca en marzo de 2016.
Una parodia de la canción fue interpretado por Miranda como su monólogo de apertura en el episodio del 8 de octubre de 2016 de  Saturday Night Live .
La canción fue parodiada e interpretada por The Roots durante el segmento The Tonight Show Starring Jimmy Fallon
El 9 de marzo de 2021, un grupo de médicos llamado "Vax'n 8" lanzó un remix de la canción y un video llamado "My Shot: A COVID Vaccine Adaptation" para inspirar a las personas a vacunarse contra COVID-19 .